# Massimiliano Mori
Massimiliano Mori (San Miniato, Toscana, 8 de gener del 1974) és un ciclista italià professional del 1996 fins al 2009.
Nascut el 1974 en el sí d'una família de ciclistes, el seu pare Primo Mori i germà de Manuele Mori també foren ciclistes professionals.
Després de guanyar el títol de campió del món de contrarellotge per equips júnior l'any 1992 el 1996 va començar la seva carrera professional amb l'equip Saeco. En aquest equip s'hi va estar sis temporades i va aconseguir la seva única victòria professional, una etapa a la Volta a Sardenya el 1997.
El 2003 va ser exclòs de la Tirrena-Adriàtica perquè se sospitava que havia intentat eludir un control antidopatge mitjançant una mostra d'orina proporcionada pel metge del seu equip Formaggi Pinzolo Fiavè. Aquest incident va fer que l'equip fos exclòs inicialment de la selecció per prendre part en el Giro d'Itàlia, tot i que finalment hi va prendre part sota l'excusa de protegir els llocs de treball dels membres de l'equip no implicats en l'afer. El control antidopatge va resultar negatiu.
El 2004 fitxà per l'equip Domina Vacanze  i el 2007 per l'equip ProTour Lampre. Al juliol, va ser atropellat per un cotxe mentre entrenava a la Toscana que li provocà una fractura de pelvis. A finals del 2009 anuncià la seva retirada si l'equip no el renovava.

## Palmarès
- 1991
  - Vencedor d'una etapa de la Tre Ciclistica Bresciana
- 1992
  -  Campió del món de contrarellotge per equips júnior (amb Marco Velo, Massimiliano Martini i Alessandro Romio)

- 1997
  - Vencedor d'una etapa del Giro de Sardenya

### Resultats al Giro d'Itàlia
- 2001. 119è de la classificació general

### Resultats al Tour de França
- 1998. 91è de la classificació general
- 2000. 67è de la classificació general
- 2004. 121è de la classificació general
- 2008. 133è de la classificació general

### Resultats a la Volta a Espanya
- 1996. 89è de la classificació general
- 1999. Abandona (15a etapa)
- 2008. 124è de la classificació general
- 2009. 133è de la classificació general